# La Basseta (Formiguera)
La Basseta és un estany petit situat a 1.851,7 m alt del terme comunal de Formiguera, a la comarca del Capcir, de la Catalunya del Nord.
Està situat a prop de l'extrem occidental del terme de Formiguera, a llevant del Puig de Camporrells, dels Estanys de Camporrells i de l'Estany Gros, i al costat sud-est de l'Estany del Mig, i de l'Estany de la Basseta, a la capçalera de la Lladura, tots ells són en els vessants nord-est i est del Pic Peric. La Basseta és molt per dessota de tots els estanys anteriors.